# Ева (округ)
Ева (англ. Ewa) — округ (единица административного деления) Науру. Расположен в северной части острова. Площадь 1,17 км², население 318 человек (2005). В округе расположен технический Кайзеровский колледж (названный в честь известного миссионера Алоиза Кайзера) — единственное учреждение профессионального образования на острове. Также здесь расположен главный универмаг острова Capelle and Partner.
Входит в состав избирательного округа Анетан.